# Oshamambe, Hokkaidō
Oshamambe (長万部町 Oshamambe-chō) là thị trấn thuộc huyện Yamakoshi, phó tỉnh Oshima, Hokkaidō, Nhật Bản. Tính đến ngày 1 tháng 10 năm 2020, dân số ước tính thị  là 5.109 người và mật độ dân số là 16 người/km2. Tổng diện tích thị trấn là 310,8 km2.

## Địa lý

### Đô thị lân cận
- Oshima
  - Yakumo
- Hiyama
  - Imakane
- Shiribeshi
  - Kuromatsunai
  - Shimamaki
- Iburi
  - Toyoura

### Khí hậu
| Dữ liệu khí hậu của Oshamambe, Hokkaidō | Dữ liệu khí hậu của Oshamambe, Hokkaidō | Dữ liệu khí hậu của Oshamambe, Hokkaidō | Dữ liệu khí hậu của Oshamambe, Hokkaidō | Dữ liệu khí hậu của Oshamambe, Hokkaidō | Dữ liệu khí hậu của Oshamambe, Hokkaidō | Dữ liệu khí hậu của Oshamambe, Hokkaidō | Dữ liệu khí hậu của Oshamambe, Hokkaidō | Dữ liệu khí hậu của Oshamambe, Hokkaidō | Dữ liệu khí hậu của Oshamambe, Hokkaidō | Dữ liệu khí hậu của Oshamambe, Hokkaidō | Dữ liệu khí hậu của Oshamambe, Hokkaidō | Dữ liệu khí hậu của Oshamambe, Hokkaidō | Dữ liệu khí hậu của Oshamambe, Hokkaidō |
| Tháng                                   | 1                                       | 2                                       | 3                                       | 4                                       | 5                                       | 6                                       | 7                                       | 8                                       | 9                                       | 10                                      | 11                                      | 12                                      | Năm                                     |
| --------------------------------------- | --------------------------------------- | --------------------------------------- | --------------------------------------- | --------------------------------------- | --------------------------------------- | --------------------------------------- | --------------------------------------- | --------------------------------------- | --------------------------------------- | --------------------------------------- | --------------------------------------- | --------------------------------------- | --------------------------------------- |
| Cao kỉ lục °C (°F)                      | 8.1 (46.6)                              | 9.1 (48.4)                              | 16.0 (60.8)                             | 23.8 (74.8)                             | 29.3 (84.7)                             | 29.9 (85.8)                             | 32.6 (90.7)                             | 32.0 (89.6)                             | 30.8 (87.4)                             | 25.4 (77.7)                             | 20.4 (68.7)                             | 13.3 (55.9)                             | 32.6 (90.7)                             |
| Trung bình ngày tối đa °C (°F)          | −0.2 (31.6)                             | 0.4 (32.7)                              | 4.0 (39.2)                              | 9.9 (49.8)                              | 14.9 (58.8)                             | 18.3 (64.9)                             | 22.1 (71.8)                             | 24.2 (75.6)                             | 22.0 (71.6)                             | 16.1 (61.0)                             | 8.7 (47.7)                              | 2.0 (35.6)                              | 11.9 (53.4)                             |
| Trung bình ngày °C (°F)                 | −4.1 (24.6)                             | −3.6 (25.5)                             | 0.0 (32.0)                              | 5.2 (41.4)                              | 10.2 (50.4)                             | 14.5 (58.1)                             | 18.7 (65.7)                             | 20.6 (69.1)                             | 17.2 (63.0)                             | 10.7 (51.3)                             | 4.1 (39.4)                              | −1.9 (28.6)                             | 7.6 (45.8)                              |
| Tối thiểu trung bình ngày °C (°F)       | −8.7 (16.3)                             | −8.6 (16.5)                             | −4.6 (23.7)                             | 0.3 (32.5)                              | 5.6 (42.1)                              | 11.1 (52.0)                             | 15.9 (60.6)                             | 17.4 (63.3)                             | 12.6 (54.7)                             | 5.4 (41.7)                              | −0.5 (31.1)                             | −6.1 (21.0)                             | 3.3 (38.0)                              |
| Thấp kỉ lục °C (°F)                     | −20.5 (−4.9)                            | −20.4 (−4.7)                            | −16.6 (2.1)                             | −9.7 (14.5)                             | −2.1 (28.2)                             | 2.7 (36.9)                              | 5.2 (41.4)                              | 7.4 (45.3)                              | 2.2 (36.0)                              | −3.0 (26.6)                             | −10.4 (13.3)                            | −18.9 (−2.0)                            | −20.5 (−4.9)                            |
| Lượng Giáng thủy trung bình mm (inches) | 73.2 (2.88)                             | 73.3 (2.89)                             | 64.3 (2.53)                             | 82.2 (3.24)                             | 104.7 (4.12)                            | 98.4 (3.87)                             | 148.1 (5.83)                            | 176.2 (6.94)                            | 164.5 (6.48)                            | 114.6 (4.51)                            | 108.0 (4.25)                            | 88.8 (3.50)                             | 1.296,1 (51.03)                         |
| Lượng tuyết rơi trung bình cm (inches)  | 174 (69)                                | 164 (65)                                | 104 (41)                                | 9 (3.5)                                 | 0 (0)                                   | 0 (0)                                   | 0 (0)                                   | 0 (0)                                   | 0 (0)                                   | 0 (0)                                   | 24 (9.4)                                | 128 (50)                                | 600 (236)                               |
| Số ngày mưa trung bình                  | 16.9                                    | 16.0                                    | 13.6                                    | 11.0                                    | 10.2                                    | 9.5                                     | 11.1                                    | 11.3                                    | 11.6                                    | 13.2                                    | 15.3                                    | 16.5                                    | 156.2                                   |
| Số ngày tuyết rơi trung bình            | 21.6                                    | 20.4                                    | 15.0                                    | 1.4                                     | 0                                       | 0                                       | 0                                       | 0                                       | 0                                       | 0                                       | 3.0                                     | 15.7                                    | 77.1                                    |
| Số giờ nắng trung bình tháng            | 98.0                                    | 95.7                                    | 141.6                                   | 174.3                                   | 179.8                                   | 135.2                                   | 113.5                                   | 131.9                                   | 156.8                                   | 151.2                                   | 106.0                                   | 94.5                                    | 1.578,5                                 |
| Nguồn 1: Cục Khí tượng Nhật Bản         |                                         |                                         |                                         |                                         |                                         |                                         |                                         |                                         |                                         |                                         |                                         |                                         |                                         |
| Nguồn 2: Cục Khí tượng Nhật Bản         |                                         |                                         |                                         |                                         |                                         |                                         |                                         |                                         |                                         |                                         |                                         |                                         |                                         |